# Formação do Brasil Contemporâneo

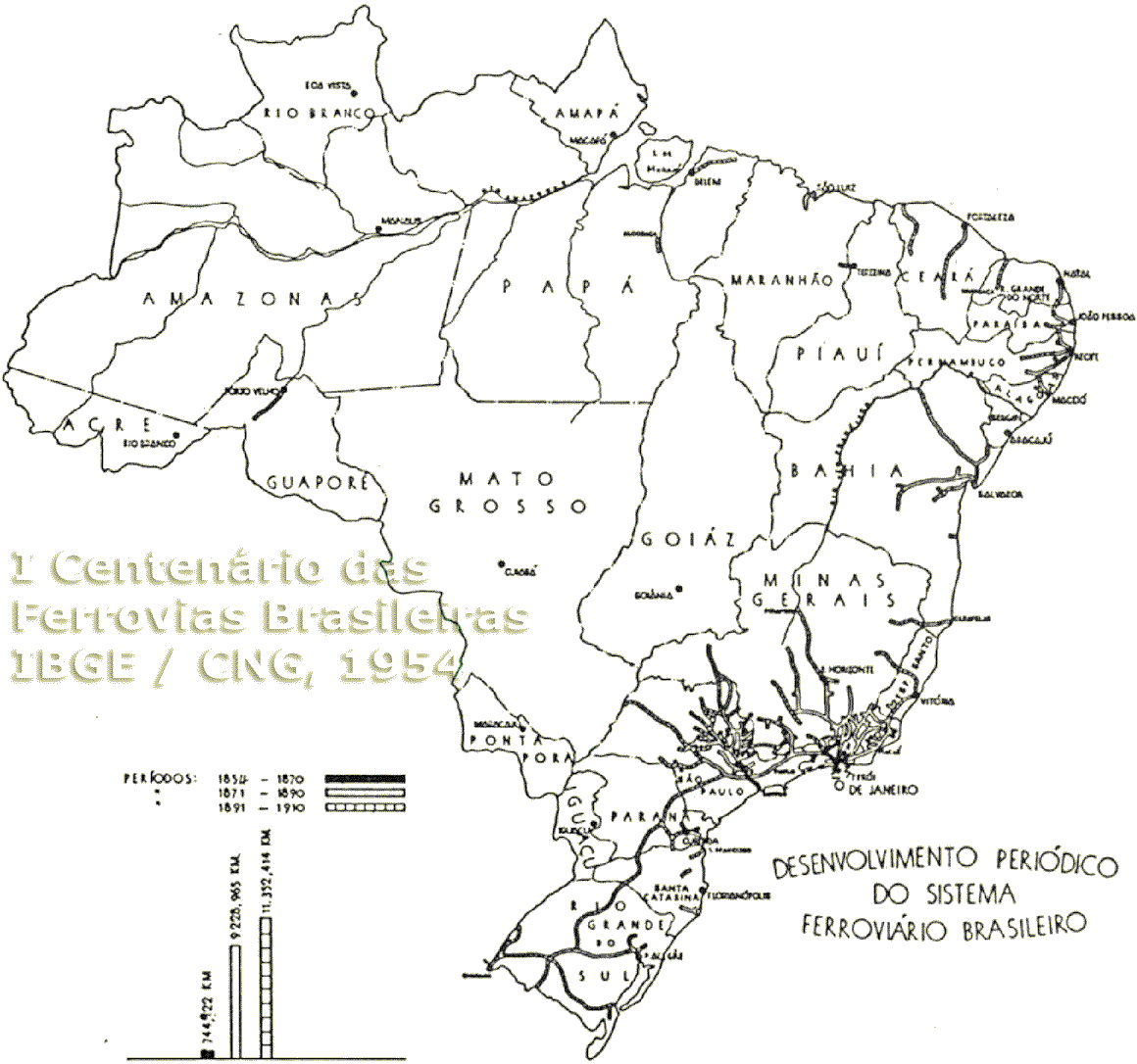
Malha ferroviária do Brasil em 1910. Seu desenho pode ser entendido como uma evidência de que o Brasil tinha sua economia voltada para o mercado externo. Nota-se que as ferrovias não integram o território do país, mas apenas ligam o interior aos portos. Além disso, essa disposição das ferrovias pode prejudicar o desenvolvimento do mercado interno.

Formação do Brasil Contemporâneo é um livro do historiador Caio Prado Júnior. Lançado em 1942, o seu tema é em torno dos três séculos do Brasil colônia. Caio Prado pretendia escrever mais dois livros, um retratando o Brasil Império e outro sobre a história do Brasil pós-1889, completando assim uma trilogia acerca de sua interpretação sobre o país (assim como realizou Gilberto Freyre com Casa-Grande & Senzala, Sobrados e Mucambos e Ordem e Progresso).
A meta que o autor pretendia atingir com a sua obra era "uma síntese do Brasil que saía, já formado e constituído, dos três séculos de evolução colonial".
Nessa obra o autor analisa o país a partir de uma óptica econômica, mostrando que o Brasil faz parte de um empreendimento maior - o contexto da expansão marítima portuguesa em busca dos mercados orientais. Em sua mais ilustre passagem da obra, na qual discute o sentido da colonização, mostra que o desenvolvimento da colônia (povoamento, atividades comerciais, agricultura) atendeu aos interesses da metrópole (Portugal). Caio Prado afirma que o Brasil só se constitui "para fornecer tabaco, açúcar, alguns outros gêneros; mais tarde, ouros e diamantes; depois, algodão, e em seguida café, para o comércio europeu".
Ao final, Caio Prado faz um balanço negativos dos três séculos da colonização, pois tratou-se somente de uma "exploração extensiva e simplesmente especuladora, instável no tempo e no espaço, dos recursos naturais do país".
Em sua obra, Caio Prado busca salientar a formação econômica do povo brasileiro, bem como o desenvolvimento do capitalismo.
No seu conjunto, a colonização toma o aspecto de uma vasta empresa comercial, destinada a explorar os recursos naturais de um território virgem em proveito do comércio europeu. E este é o verdadeiro sentido da colonização tropical, de que o Brasil é uma das resultantes; e ele explicará os elementos fundamentais, tanto no plano econômico como no social, da formação e evolução da formação da história dos trópicos americanos.
Se vamos à essência da nossa formação, veremos na realidade que nos constituímos para fornecer açúcar, tabaco, alguns outros gêneros; mais tarde ouro e diamantes; depois, algodão e, em seguida, café, para o comércio europeu. Nada mais que isto. É com tal objetivo, exterior, voltado para fora do país e sem atenção a considerações que não fossem o interesse daquele comercio, que se organizarão a sociedade e a economia brasileiras.
O sentido da evolução ainda se afirma por aquele caráter inicial da colonização.

## O conceito de "sentido" como ruptura dentro dopensamento social brasileiro
Caio Prado foi o primeiro a nacionalizar o marxismo. Mais do que um acadêmico ou pensador, o historiador Caio Prado Jr primou pela coerência. Preso, perseguido ou marginalizado dentro da própria organização política que militava, não se deixou seduzir por sua classe social de origem - a burguesia. Prado foi o primeiro a usar o método marxista do materialismo histórico para analisar a condição brasileira. Ele não vê o marxismo como um conjunto de fórmulas prontas com uma validade universal, mas o vê muito mais como uma abordagem. Ele lida com fatos em termos de relações, processos e estruturas, localiza e explica desigualdades, diversidades e contradições sociais. A partir dessa perspectiva, ele vai tentar entender a particularidade, a especificidade da experiência brasileira, numa referência claramente marxista (Ricupero).
Sua "redescoberta do Brasil" foi mais radical do que a de Gilberto Freyre e a de Sérgio Buarque de Holanda. Ele representaria o "Bem", ao lado de S. B. de Holanda, contra o "Mal", representado por Gilberto Freyre, na análise comparativa feita pelos historiadores paulistas. "Redescobrir o Brasil" significa ver que ao lado da elite existe a grande massa da população brasileira e, nesta "face oculta", reside o verdadeiro Brasil.
Embora Caio Prado não tenha obtido muito sucesso com suas obras filosóficas, todas as suas grandes obras são de síntese e nelas ele se pergunta sobre "o sentido da história brasileira". Caio Prado entende como “sentido” a história de um povo analisada num processo de longa duração observando-se os elementos essenciais (aqueles que direcionam os acontecimentos gerais) existentes. Desta maneira, o autor visa pensar o específico sem perder de vista o movimento que lhe transcende. Ele percebe uma continuidade de sentido entre o passado colonial e o tempo contemporâneo. Por isso busca compreender o Brasil contemporâneo a partir de seu passado, de modo a perceber qual é o sentido histórico do Brasil. No caso, a produção de capital externo.
O esforço de síntese e a pergunta sobre o "sentido" caracterizam geralmente o temperamento filosófico: uma preocupação com a identidade, uma interrogação sobre o "ser brasileiro" e sobre o "tornar-se brasileiro". Ele parte do abstrato, buscando compreender o sentido da colonização, para o concreto, demonstrando os resultados práticos do processo de colonização.
Ter em vista o "sentido da colonização" do Brasil desde o seu início é compreender o essencial do Brasil. E desde o início, integrado à expansão mercantil, o Brasil é capitalista. Prado mostra como as modificações pelas quais o Brasil passara e estava passando eram superficiais, havendo sempre a presença incômoda, invencível e indissociável no processo de evolução nacional. O país sempre compartilhou do mesmo sistema e das mesmas relações econômicas que deram origem ao capitalismo. O escravismo que predominou aqui não é incompatível com o modo de produção capitalista. A abolição da escravidão será a culminação de um modo de produção já implantado desde o início. O trabalho escravo satisfaz às exigências do trabalho livre, exceto quanto à liberdade individual do trabalhador de ir e vir e ser contratado e distratar. Ambos, escravos e livres, recebem uma compensação pelos serviços prestados e ambos lutam por objetivos comuns: a melhoria desta remuneração.
Prado Júnior argumenta que a estruturação da sociedade brasileira está fortemente ligada à exploração econômica e ao modelo de colonização adotado desde os primórdios da história do Brasil. Ele enfatiza a influência do sistema de produção baseado na monocultura, como a produção açucareira e posteriormente a cafeicultura, na configuração das relações sociais, políticas e econômicas do país.
Além disso, o autor aborda as relações de trabalho, a formação das classes sociais, o papel do Estado e as dinâmicas de poder que caracterizam a realidade brasileira. Sua análise busca evidenciar como esses elementos se entrelaçaram ao longo do tempo para dar forma à sociedade brasileira contemporânea.
Em resumo, o conceito central do livro "Formação do Brasil Contemporâneo" é oferecer uma interpretação crítica e estrutural da formação histórica do Brasil, destacando o papel da economia e da colonização na configuração das bases sociais, políticas e econômicas do país.
Nas palavras de Plínio Sampaio, o historiador deixa um legado para a esquerda mais amplo do que sua obra e ainda gera debates e contribuições. Entretanto, deve-se ressaltar que o autor é criticado por ser economicista e censurado por não utilizar fontes primárias.